# Make Money Fast
Schnelles-Geld-Briefe („schnell viel Geld verdienen“) oder englisch Make Money Fast (MMF) bezeichnet eine Art von Kettenbriefen nach dem Schneeballsystem, die heute vor allem im Internet kursieren. Es handelt sich dabei um einen Netzmissbrauch, der mit allen zum Veröffentlichen geeigneten Medien vorgenommen werden kann, im Internet insbesondere als Spam im Usenet und per E-Mail.
Das Prinzip ist einfach: Mit einem verwirrenden, sehr langen, emotionalisierten Text erzählt der Initiator eine erschwindelte Lebensgeschichte, wonach er früher bettelarm war und heute steinreich ist und lädt die Leserschaft zur Nachahmung ein. Diese besteht darin, an 5 oder 6 Personen, die im Schreiben mit Name und Adresse aufgeführt sind, je einen sehr kleinen Bargeld-Betrag (1 Dollar oder Euro) per Post zu versenden, dann die Liste um den eigenen Namen mit Adresse zu ergänzen und das ganze an sehr viele Empfänger weiterzuschicken.
Das Initiieren und Weiterverbreiten solcher Schreiben sind im Usenet sehr verbreitet. Es handelt sich aber um Spam mit hohem Breidbart-Index. Solche Beiträge werden deshalb häufig sofort gelöscht.
Netzmissbrauchsbeauftragte von Providern berichten, dass vor allem junge (also lebensunerfahrene) Benutzer auf die Idee kommen, mitzuspielen. Mathematische Betrachtungen haben ergeben, dass bestenfalls nur der Initiator selbst und ganz wenige Ebenen seiner Nachfolger auf der Liste wirklich Geld erhalten können. Durch die Tatsache, dass auf der Erde nur eine begrenzte Zahl Menschen leben, kann sich der Schneeballeffekt nicht unendlich fortsetzen. Selbst unter der illusorischen Annahme, dass alle Empfänger teilnehmen würden, so dass die Kette niemals reißt, steigt die Zahl der Beteiligten exponentiell. Wenn jeder Teilnehmer den Brief nur an 2 Empfänger weiterschickt, würde die Gesamtzahl der Empfänger schon nach 22 Umläufen die Weltbevölkerung übersteigen, was offenkundig nicht möglich ist. Wenn in diesem Szenario nur die folgenden 6 Stationen einen Geldbetrag von z. B. 1 Dollar versenden, erhalten selbst frühe Teilnehmer nur {\displaystyle 2+4+8+16+32+64=126} Dollar. Nur knapp 4,8 Millionen Teilnehmer können diese Summe empfangen. Wenn jeder der Empfänger mehr Briefe weiterschickt, steigen zwar die Gewinnchancen, aber die Zahl der Empfänger wächst noch schneller, so dass nur wenige am Anfang der Kette einen hohen Gewinn erhalten können. Bei 10 Empfängern ist die Grenze schon bei 11 Umläufen überschritten.